# 张捷勋
张捷勋（1909年12月—1994年10月28日），曾用名张太保、张殿元，江西弋阳人，中国人民解放军将领。

## 生平

### 民国时期
1909年出生在江西省弋阳县漆工镇朝阳村一个贫苦农民家庭。1928年在家乡投身革命，参加少年先锋队，1930年5月参加赣东北红军，同年6月加入中国共产党党员，历任战士、排长、连长、副营长、代营长，1934年10月随部队参加了长征，参加强攻遵义城战斗。到达陕北后，1935年11月起因病，在陕北延长永平医院住院。1936年6月，分配到中国工农红军独立第一师司令部任作战参谋，后任定边独立营副营长、营党委副书记。1937年6月任陕甘宁边区留守兵团第七团第二营副营长、营党委委员。1938年4月至1939年4月先后在抗大一大队学习，毕业3个月后调任陕北公学军事教员、党支部委员。1939年5月，调任八路军第一二九师第二纵队新三旅（赵基梅、谭甫仁支队）司令部作战科科长、机关总支副书记，警卫营营长、营党委副书记。1940年7月，任冀鲁豫区长垣县独立团团长、团党委副书记。1941年9月，任八路军第一一五师第九团参谋长、团党委委员。同年10月至1942年3月，任冀鲁豫军区第八军分区参谋长、分区党委委员。1943年4月至1945年8月，在延安中共中央党校第四部第十一支部学习。
1945年4月至6月，作为华中代表团成员参加中共七大；之后赶赴东北工作。1945年11月至1946年4月任中共本溪市委常委、本溪保安司令部副司令员、军分区党委副书记，2月至5月任司令员。1946年4月任辽东军区（1946年11月后改由安东军区领导）第三军分区副司令员、军分区党委常委、地委委员。1948年11月至1950年11月，任东北野战军（1949年3月改称第四野战军）第四纵队第七师参谋长、副师长、师党委委员，参加辽沈战役、平津战役、湘南战役等。

### 共和国时期
中华人民共和国成立后，1950年12月至1952年9月，张捷勋任第四十一军副参谋长、军党委常委兼军直属党委书记。1952年11月至1956年1月，任湖南省军区司令部副参谋长。1955年，荣获中华人民共和国颁发的八一勋章、二级独立自由勋章、二级解放勋章。1959年4月至1954年10月，先后担任浙江省建筑工业厅副厅长、党组副书记，厅长、党组书记。1964年11月至1966年9月，参加杭州市社教工作团工作。
文化大革命中，张捷勋受到迫害。1971年至1972年2月，参加浙江省生产指挥组计划办公室增产节约小组工作。1972年12月至1975年9月，参加浙江省生产指挥组党委活动。1975年9月至1978年12月，任浙江省基本建设委员会成员、党组成员。1975年9月至1983年12月，任浙江省基本建设委员会副主任、党组成员。1983年12月离休。1994年10月28日，因病在杭州逝世。